# Amico tra i nemici, nemico tra gli amici
Amico tra i nemici, nemico tra gli amici (Svoy sredi chuzhikh, chuzhoy sredi svoikh) è un film del 1974 diretto da Nikita Michalkov.

## Trama
Guerra civile tra i rossi e i bianchi, a seguito della rivoluzione del 1917 in Russia: Yegor Shilov è incaricato di scortare una preziosa spedizione di oro, ma viene rapito e drogato. L'oro, che viaggia su un treno, viene rubato. E Shilov, sospettato di tradimento, si dà alla fuga per recuperare l'oro e dimostrare la sua innocenza.